# Roza Bal
 (12 juillet 2022).

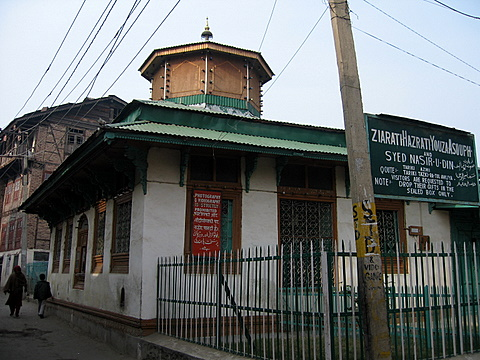
Le sanctuaire Roza Bal. Sur le panneau: « Tombeau de sa sainteté Jésus (Youza Asouph) et de Syed Nasir-u-din ».

Le Roza Bal ou Rauza Bal ou Rozabal (Lieu de la tombe du prophète) est le nom d'un sanctuaire situé dans le quartier Khanyaar de la ville de Srinagar au Cachemire. Il est réputé contenir la sépulture d'un personnage appelé notamment Yuz Asaf. Les autorités sunnites identifient la tombe comme le tombeau d'un prince étranger. En 1899, le fondateur du mouvement Ahmadiyya, Mirza Ghulam Ahmad, a attribué ce tombeau à Jésus de Nazareth. Des universitaires rattachent ces traditions sur Yuzasaf à la légende bouddhique de Yuzasaf et à sa version christianisée, la légende de Barlaam et Josaphat. Ces traditions seraient basées sur une confusion, dans certains manuscrits arabes, du lieu de la sépulture de Siddhartha Gautama, Kushinara, avec le « Cachemire »,,,,,.

## Mirza Ghulam Ahmad
D'après Mirza Ghulam Ahmad, Jésus, tombé dans un coma profond, aurait effectivement survécu à sa crucifixion. Soigné, il aurait par la suite beaucoup voyagé au-delà de l'Euphrate. Il aurait fini sa vie à Srinagar, y serait mort à un âge avancé, et y aurait été enterré sous une imposante pierre tombale,. Le bâtiment contient une deuxième sépulture, celle de Sayed Nasr e'Dine Rizvi (Syed Nasir-u-din), un saint musulman du XVe siècle admirateur de Jésus qui demanda à être inhumé à côté de sa tombe. C'est à cette occasion que le bâtiment a été construit sur le « Lieu de la tombe du prophète » (Roza Bal).
La tradition locale tient pour assuré que Yuz Asaf est bien Jésus. En 1889, Mirza Ghulam Ahmad a lancé son mouvement de réformes de l'Islam appelé « ahmadisme », en s'appuyant entre autres sur cette tradition. Cette conviction est donc partagée par les adeptes de ce mouvement. Pour assurer cette croyance, le mouvement s'appuie aussi sur des textes mentionnant Jésus rédigés en arabe, en farsi, en Pāli et sur des mentions de Isa-masiha (« Îsâ le Messie ») dans des textes de la culture hindoue, rédigés en sanskrit. Dans le Bhavishya Purana Isa-masiha (Jésus) rencontre le roi Shalivahana à Srinagar.
Dans la région, deux autres monuments et une inscription témoignent d'un culte à l'égard de personnages jouant un rôle clef dans la fondation du christianisme. Ils pourraient être des restes de la prédication de l'apôtre Thomas dont la Tradition dit qu'il a évangélisé l'espace à l'Est de l'Euphrate et certains territoires de l'Inde en collaboration avec d'autres apôtres et qu'il a notamment fondé une église (communauté) au Taxila dans le royaume indo-parthe. Le Taxila était à l'époque frontalier du Ladakh où se trouve Srinagar.

## «Tombe du prophète»
Rauza Bal vient du cachemiri : rāza-bal, rāza राज़ « un hindū respectable ou honorable, une personne estimée » et  bal बल् « sanctuaire », signifie la « Tombe du prophète ». Le monument, situé à la limite est du cimetière du quartier de Khanyar, au centre de Srinagar, se présente sous la forme d'une maison rectangulaire flanquée d'un pavillon dont la porte d'entrée est orientée au sud,. À l'intérieur une galerie de moucharabiehs entoure deux cénotaphes, depuis quelques années ceints de quatre grandes baies vitrées. Dans une chambre funéraire en sous-sol, située sous ces pierres tombales, se trouvent les sépultures proprement dites des deux personnages qui y ont été enterrés. La pierre tombale la plus petite est celle de Sayed Nasr e'Dine Rizvi, saint musulman du XVe siècle qui vouait une grande admiration à Jésus et demanda donc à être inhumé près de ce qui était réputé être sa tombe. La seconde pierre tombale, à moitié enfouie dans le sol est présumée être celle de Jésus, sous le nom de Yuz Asaf, connu également sous les noms de Shahazada nabi (le « Prince prophète ») et de Hazrat Isa sahib (« Son éminence le maître Îsâ »). Sur un autre monument de la ville de Srinagar appelé « Trône de Salomon », il est indiqué que Yuz asaf « est aussi Yusu (Jésus), prophète des enfants d'Israël ».
Le document le plus ancien que Gérald Messadié ait retrouvé date de 1766 (1184 de l'hégire). Il mentionne l'inhumation de Sayed Nasr e'Dine Rizvi en 1451 et indique qu'un prophète nommé Yuz Asaf, qui « proclama l'unicité de Dieu jusqu'à sa mort », vint au Cachemire au temps du roi Gopadatta.
Une pierre parallélépipédique, d'environ 80 cm sur 60 cm touche l'angle de la pierre tombale de Yuz Asaf. Sur celle-ci a été gravée l'empreinte stylisée de deux pieds marqués de cicatrices, l'une ronde sur le pied gauche, l'autre en forme de croissant de lune sur le pied droit. Ce serait la représentation des cicatrices laissées par un clou traversant les deux pieds de Yuz Asaf, celui-ci était bien considéré comme un crucifié ayant survécu à son supplice.

## Les inscriptions du «Trône de Salomon»

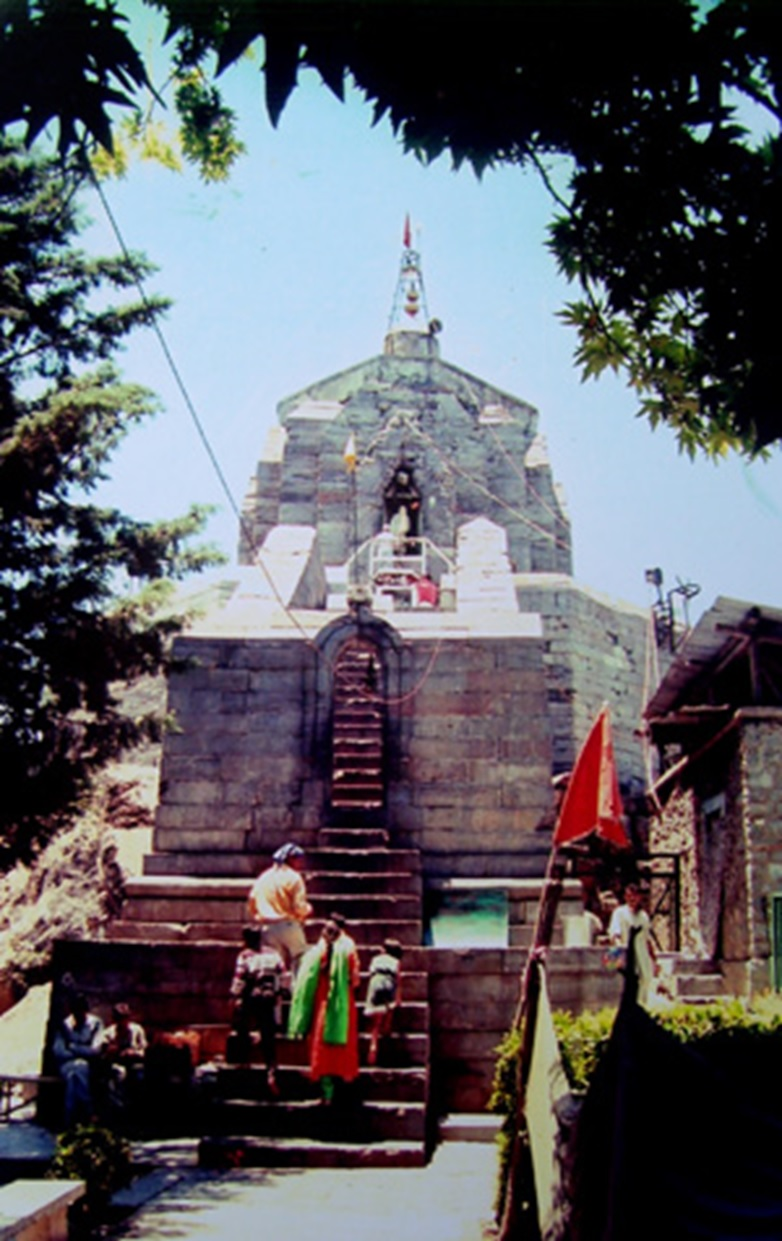
Vue actuelle du temple Shankaracharya sur la colline appelée « Le trône de Salomon »

Le temple Jyesteswara, rebaptisé Shankaracharya sous un Maharaja hindou en 1848, se trouve sur la colline « Takht i Suleiman » ou « Trône de Salomon »,  surplombant le lac Dal à la hauteur de 350 m. « situé sur une colline à l'est de Srinagar au Cachemire. Il s'agit d'un sanctuaire qui présente l'apparence d'un donjon entouré d'un rempart fortifié », qui a été construit plusieurs siècles avant notre ère.
Sur ce site, d'après une inscription dédicatoire, le « seigneur Rukun, fils de Murjân » a fait construire par celui qui se présente comme « le très humble Bihisti Zagar », un monument composé de colonnes. Il est ensuite indiqué que ces colonnes ont été construites au moment où « Yuz asaf fit son appel prophétique, l'an 54. Il est aussi Yusu (Jésus), prophète des enfants d'Israël »,. L'auteur de la dédicace a donc jugé que le moment où Yuz asaf aussi appelé « Yusu, prophète des enfants d'Israël » a fait « son appel prophétique » est suffisamment célèbre à son époque dans cette région, pour être un repère chronologique permettant de dater l'érection de ces colonnes.
La construction des colonnes est traditionnellement datée de l'époque où le roi Gopananda — élu sous le nom de Gopadatta — a restauré la tour. Gopananda a régné sur le Cachemire dans la deuxième partie du Ier siècle. Il n'existe pas d'étude archéologique qui pourrait nous en dire plus. Aujourd'hui, seules sont encore lisibles les deux dernières lignes de l'inscription dédicatoire, car elles auraient été vandalisées, mais elle est complète sur des photos prises à la fin du XIXe siècle. Il ne s'agit pas de l'inscription originale, mais d'une traduction en persan ancien effectuée sous le règne du sultan Zein el-Abdeline, vers 874.
Le texte des inscriptions

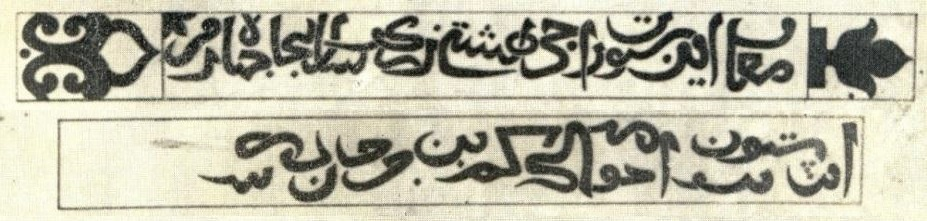
Inscriptions sur un pilier dans le sanctuaire dans l'ancien style calligraphique cachemiri après 1869

Le maçon de ce pilier est Bihishti Zargar. Année cinquante quatre.

Khwaja Rukun fils de Murjan a érigé ce pilier.

A ce moment Yuz Asaf a proclamé sa prophétie. Année cinquante quatre.

Il est Jésus, prophète des enfants d'Israël.
La chercheuse Suzanne Olsson (Jesus in Kashmir The Lost Tomb) et le professeur Fida Hassnain, conservateur des Musées Nationaux du Jammu et Cachemire, sont d'avis que le système de datation utilisé ici est l'ère Laukika, un système utilisé spécifiquement au Cachemire et au Penjab, dont il est communément admis qu'elle a commencé en 3076 avant notre ère.
Il expose que « l'ère Laukika a été utilisé exclusivement au Cachemire et au Penjab. Comme cette ère a commencé en 3076 avant l'ère commune, la 54e année mentionnée dans l'inscription serait soit 22 av. J.-C. soit 78 apr. J.-C. En effet, comme l'année  « Laukika 1 » commence en 3076 avant notre ère, 30 54 serait 22 av. J.-C. et 31 54 serait 78 apr. J.-C. Comme il n'est pas possible pour Jésus Christ d'avoir voyagé au Cachemire en 22 av. J.-C., je prends l'année 78 apr. J.-C. pour être la date exacte de son arrivée. »